# Vol Aloha Airlines 243
Le 28 avril 1988, le vol Aloha Airlines 243, un vol intérieur régulier assuré par un Boeing 737-200 de la compagnie aérienne Aloha Airlines et reliant Hilo et Honolulu, à Hawaï, subit une décompression explosive en vol, mais réussit à atterrir à l'aéroport de Kahului, sur Maui. Une hôtesse de l'air est emportée par la décompression et est portée disparue, supposée morte ; soixante-cinq passagers et membres d'équipage sont blessés. 
Les dommages importants causés par la décompression explosive, la perte d'un membre de l'équipage en cabine et l'atterrissage en toute sécurité de l'avion ont fait de cet accident un événement important dans l'histoire de l'aviation moderne, avec des conséquences considérables notamment sur la politique et les procédures de sécurité aérienne. 

## Contexte

### Appareil

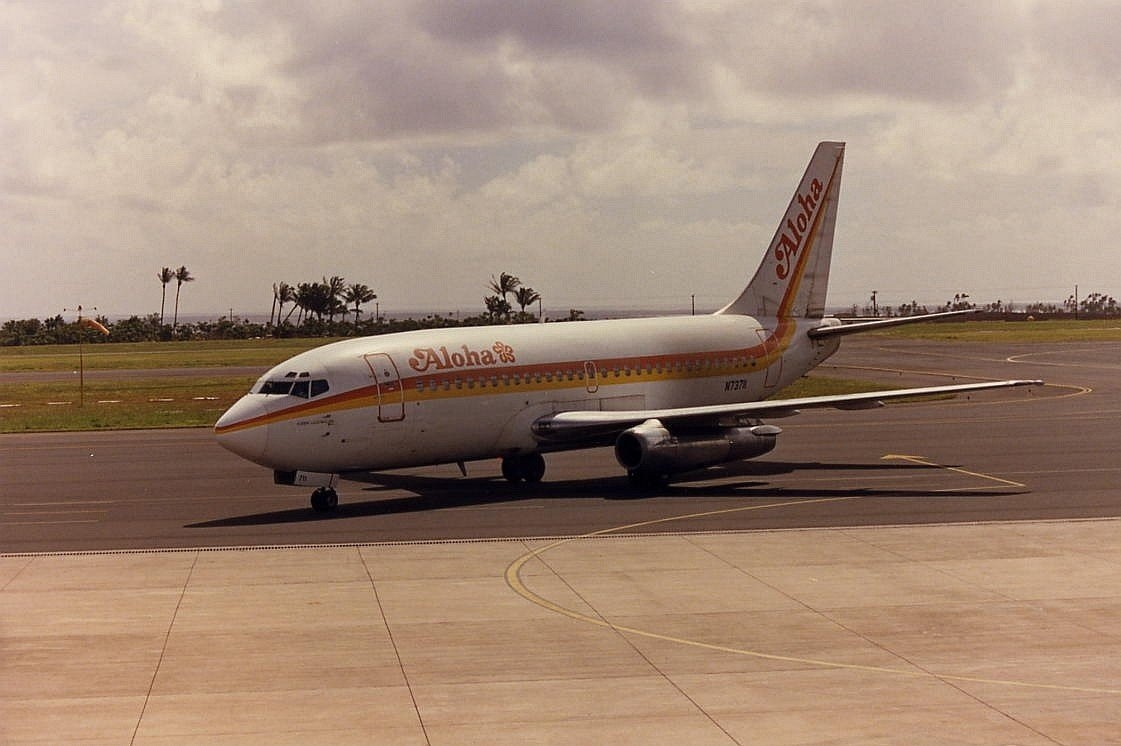
Le Boeing 737-200 d'Aloha Airlines impliqué, photographié deux mois avant l'incident.

Le Boeing 737-297 employé sur ce vol a été construit en 1969 ; il a dix-neuf ans de service au moment de l'accident, et est utilisé pour les liaisons inter-îles à Hawaï. 
De ce fait, il effectue de nombreux vols court-courriers, et totalise plus de 89 000 cycles, alors qu'il est conçu pour en supporter 75 000. 
Le vol entre Hilo et Honolulu dure 35 minutes ; l'avion est à sa neuvième rotation de la journée lorsqu'il décolle le 28 avril 1988 en début d'après-midi. 

### Équipage et passagers
Le commandant de bord du vol 243 est Robert Schornstheimer (44 ans), pilote expérimenté comptant 8 500 heures de vol à son actif, dont 6 700 heures sur Boeing 737. La copilote est Madeline "Mimi" Tompkins (36 ans), qui a également une expérience significative sur 737, ayant cumulé 3 500 de ses 8 000 heures de vol sur ce modèle d'avion. 
Le personnel navigant est constitué de trois hôtesses de l'air expérimentées : la cheffe de cabine, Clarabelle Lansing (trente-sept ans d’ancienneté), sa collègue Michelle Honda (quatorze ans d'ancienneté) et enfin Jane Sato-Tomita (dix-neuf ans d'ancienneté). L'avion embarque 89 passagers.

## Déroulement du vol

### Décompression explosive
Pendant l'embarquement, une passagère remarque une fissure près de la porte d'embarquement, mais préfère ne pas alerter les hôtesses, supposant qu'elles en étaient informées. L'avion décolle de l'aéroport international d'Hilo à 13 h 25. Tompkins est aux commandes tandis que Schornstheimer s'occupe des communications radio. En raison de la courte durée du vol, les passagers gardent leurs ceintures attachées et seules les hôtesses se déplacent dans la cabine.

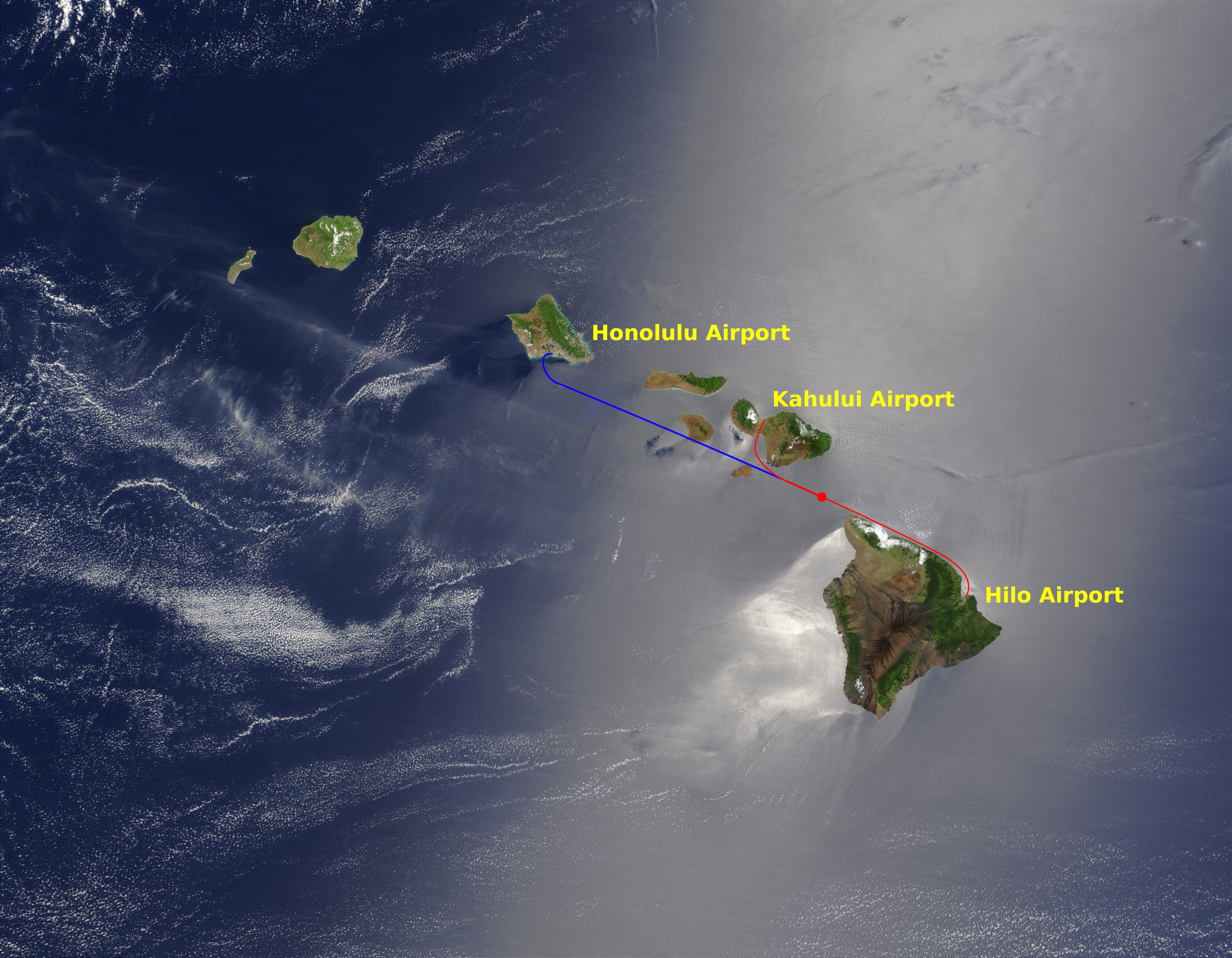
Trajet du vol 243.

Après environ 20 minutes de vol, et à mesure que l'appareil atteint son altitude de croisière d'environ 7 300 m (24 000 pieds), une petite section du plafond gauche casse. La décompression explosive qui s'ensuit déchire une large partie du toit, emportant l'intégralité de la moitié supérieure de la carlingue, de la porte du cockpit jusqu'à l'avant des ailes.
Au moment de la décompression, l'hôtesse de l'air en chef, Clarabelle « C.B. » Lansing, se trouve au niveau du rang 5 et ramasse les gobelets des passagers. D'après les témoignages de passagers, elle est éjectée au travers d'un trou dans le côté de l'appareil.
Une seconde hôtesse de l'air, Michelle Honda, se tient à côté des rangées 15 et 16. Elle est violemment projetée au sol pendant la décompression. Malgré ses blessures, elle réussit à ramper dans l'allée pour assister et calmer les passagers terrifiés. Jane Sato-Tomita, une autre hôtesse de l'air qui est à l'avant de l'appareil est gravement blessée par des débris et jetée au sol. Les passagers la retiennent pendant la descente.

### Atterrissage d'urgence
À 13 h 48, les pilotes contactent par radio les contrôleurs aériens et demandent à atterrir d'urgence à l'aéroport de Kahului, sur l'île de Maui. La piste est encastrée au fond d'une vallée entourée de montagnes de 3 000 m, ce qui nécessite une manœuvre délicate. L'appareil est difficile à manœuvrer, car l'explosion de la cabine a endommagé les circuits hydrauliques qui transmettent les différentes commandes de vol aux gouvernes. D'autre part, le bruit du vent complique les communications entre les pilotes et avec la tour de contrôle ; en cabine, l'hôtesse Michelle Honda va voir les passagers un par un et leur demande s'ils savent piloter : tout contact entre le cockpit et la cabine est rompu. 

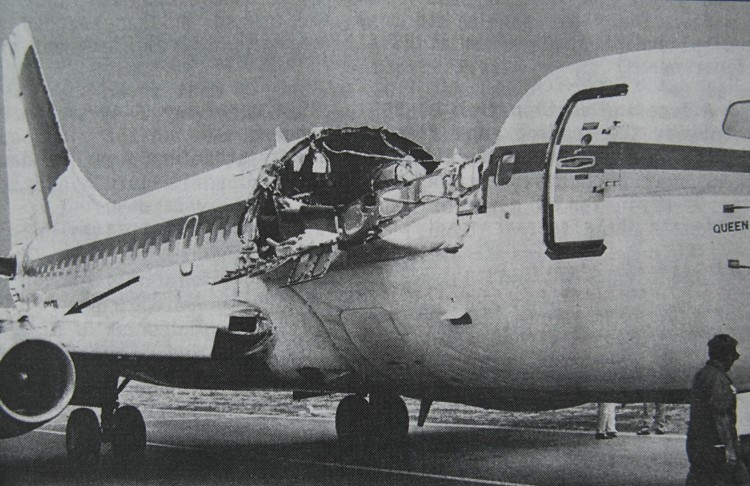
Vue de l'avant droit du fuselage du 737 accidenté après la décompression explosive et l'atterrissage du vol 243.

Les pilotes doivent faire face à une situation jamais envisagée dans leur formation, et font face à un avion dont l'intégrité structurelle peut être compromise. Le plancher entre le cockpit et la cabine menace en effet de rompre, ce qui entraînerait la dislocation en deux de l'appareil.
En dépit de ces difficultés, les pilotes réussissent à diriger l'avion vers la piste 2 de Kahului. Ils réduisent la vitesse à 350 km/h et sortent les trains d’atterrissage, mais la lumière indiquant la sortie du train avant ne s'allume pas. Ils décident tout de même d'atterrir, quitte à risquer d'écraser l'avant de l'appareil. Le train avant finit par sortir. L'avion ralentit à 280 km/h, ce qui le rend de plus en plus instable, mais parvient à se poser sans encombre sur la piste.

## Enquête
Après l'accident, une enquête fut lancée par le NTSB, le Bureau américain de la sûreté dans les transports. Le rapport conclut que l'accident avait été causé par de la fatigue exacerbée par des criques de corrosion (l'avion opérait uniquement au-dessus de la mer). La cause principale du problème était un défaut sur un adhésif époxy assurant la liaison entre les plaques d'aluminium du fuselage quand le Boeing 737 fut construit. Là où les deux surfaces n'étaient pas correctement reliées, l'eau put rentrer dans le sillon et commença un lent processus de corrosion. Puisque des métaux corrodés ont un volume plus important que le métal sous-jacent, les deux plaques de métal étaient écartées l'une de l'autre, accentuant les contraintes sur les rivets utilisés pour les tenir ensemble. 
L'âge de l'appareil devint un problème important (il avait 19 ans à l'époque de l'accident et avait subi un nombre impressionnant de cycles (décollages/atterrissages) — 89 090 - bien plus que les 75 000 cycles pour lesquels l'avion avait été conçu). Les avions subissent maintenant des contrôles supplémentaires lorsqu'ils vieillissent. Deux autres avions du même modèle de la compagnie Aloha Airlines ont été, après l'accident, démantelés et vendus à la ferraille après que des inspections avaient révélé la propagation de fissures autour des mêmes rivets que le vol 243. Un troisième a été mis hors service pendant un an pour être réparé avant d'être remis en service. Une étude approfondie d'Aloha Airlines par le NTSB révéla que les vérifications « D » plus complètes n'étaient faites qu'en plusieurs fois tôt le matin au lieu d'être exécutées en une fois. L'enquête montra aussi que l'inspection par les courants de Foucault, recommandée par Boeing, n'avait pas été faite.
D'après le rapport officiel du NTSB, une passagère avait remarqué une fissure dans le fuselage de l'avion alors qu'elle embarquait juste avant le vol 243 mais n'en fit part à personne. La fissure était située à côté de la porte avant gauche. Cette fissure était probablement due aux contraintes appliquées sur le métal après les 89 090 compressions et décompressions.
Le Congrès américain vota en 1988 une loi qui imposait une plus grande recherche des causes probables des futurs accidents d'avion.
En 1996, le Lansing Memorial Garden fut inauguré à l'aéroport international d'Honolulu au terminal Interisland en mémoire de l'accident et de l'hôtesse Clarabelle « C.B. » Lansing disparue.

## Théorie alternative
Un expert[Qui ?] refuse l'explication officielle du NTSB et propose une autre théorie qui suggère que la cassure fut causée par un phénomène appelé le coup de bélier. Selon cette théorie, le fuselage s'est cassé de la façon dont Boeing l'avait prévu, en laissant une petite section rompre en assurant une décompression lente. Des renforts sont en effet placés tous les 25 centimètres pour circonscrire la zone touchée en cas de décompression. Mais cette cassure s'est produite juste à côté de Clarabelle Lansing et l'a aspirée dans le trou, la transformant de fait en bouchon. L'arrêt brutal du flot d'air aurait alors entraîné une augmentation brutale de pression, de la même façon que les tuyaux de plomberie cognent lorsqu'un robinet est fermé trop vite. Cette augmentation de pression aurait abîmé davantage le fuselage qui a finalement perdu une plus grande partie de sa structure.

## Filmographie
- Le téléfilm américain Panique en plein ciel (Miracle Landing) est fondé sur cet accident.
- L'accident a fait l'objet d'un épisode dans la série télé Air Crash nommé « Courant d'air » (saison 3 - épisode 1).